# Jareninski Dol
Jareninski Dol – wieś w Słowenii, w gminie Pesnica. W 2018 roku liczyła 385 mieszkańców.
Przez wieś przepływa potok Jarenina. Powszechne jest przekonanie, że nazwa osady Jarenina pochodzi od rzeczownika "jarkovina" - „polana”.
Miejscowy kościół parafialny pod wezwaniem Wniebowzięcia Najświętszej Marii Panny należy do archidiecezji rzymskokatolickiej w Mariborze. Pierwsza wzmianka o parafii pochodzi z dokumentów pisemnych z 1135. Większość obecnej konstrukcji budynku pochodzi z XVI w.